# Kay Swinburne
Kay Swinburne, baronessa Swinburne, nata Jones (Aberystwyth, 8 giugno 1967), è una politica britannica, membro del Partito Conservatore e europarlamentare dal 2009 al 2019.

## Biografia
Laureata al King's College di Londra in biochimica e microbiologia. Ha poi studiato all'Università del Surrey a Guildford, dove ha conseguito un dottorato in scienze mediche. Ha lavorato, tra gli altri nel settore finanziario, compresa Deutsche Bank. Nel 1999, ha lasciato la sua posizione ben pagata presso l'azienda a causa del comportamento sessista del suo supervisore. A quel tempo divenne una figura pubblica in relazione a un processo di alto profilo contro la banca in cui vinse un alto risarcimento per discriminazione.
Kay Swinburne è stata consigliere comunale e sindaco di Ledbury. Ha anche lavorato come manager nel settore sanitario.
Nel 2008, era nell'elenco della lista distrettuale del Partito Conservatore alle elezioni europee del 2009 in Galles. A seguito del voto, ha ottenuto il mandato di europarlamentare. Nella VII legislatura, si unì al Gruppo dei Conservatori e dei Riformisti Europei insieme ai Tories, e divenne membro della commissione per i problemi economici e monetari. Nel 2014 si è ricandidata come parlamentare europea.
Il 2 giugno 2023 è stato annunciato che Swinburne sarebbe stata nominata pari a vita dopo essere stata nominata baronesses-in-waiting e whip nella Camera dei lord. Il 20 giugno successivo è stata creata baronessa Swinburne, di Llandysul nella contea di Ceredigion. Il 22 giugno è stata presentata alla Camera dei lord.